# Liste der Wappen der Szlachta

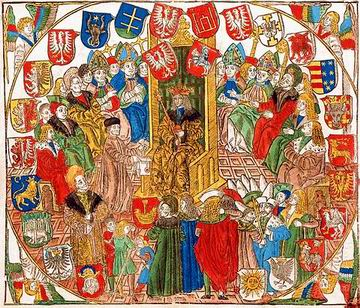
Wappen der Szlachta

Die Wappengemeinschaft ist eine Organisationsform des polnischen Adels. Mehrere Familien wurden unter einem Wappen vereint, wobei im Gegensatz zu schottischen Clans Blutsverwandtschaft keine Voraussetzung war. Mitglieder in Wappengemeinschaften konnten nur Adelige werden, eine Familie konnte durchaus auch mehreren Wappengemeinschaften angehören.
Das polnische Wort für Wappen, Herb, bedeutet Erbe. Der Erhalt des Erbes (Besitzes) war in der polnischen Wappengemeinschaft das Hauptziel.
→Liste der polnischen Wappengemeinschaften

## A
| Name      | Alternative Namen | Wappen                      |
| --------- | --- | --------------------------- |
| Abdank    | Abdaniec, Abdanek, Abdank, Awdancz, Awdaniec, Białkotka, Biłkotka, Chmelnicki, Czelejów, Habdaniec, Habdank, Haudaniec, Hawdaniec, Hebdank, Łąkotka, Łękawa, Łękawica, Skuba, Szczedrzyk | Abdank (Wappengemeinschaft) |
| Aksak     | Akszak, Axak, Kara, Obrona | Aksak Wappen                |
| Alabanda  | Alaband, Albalant, Albaluna, Alba-luna, Allabanda, Bielina, Koniowaszyja | Alabanda Wappen             |
| Amadej    | Amadejowa, Amadey, Hamadaj, Hamadej, Hamadejowa, Hamadziej, Homadziej, Orlek, Orłek, Orłek bez ogona                                                                                     |                             |
| Allan     | Alan |                             |
| Azulewicz | Azulewiczowi |                             |

## B
| Name         | Alternative Namen | Wappen |
| ------------ | --- | ------ |
| Bajbuza      | Baybuza |        |
| Bawola Glowa | nicht bekannt |        |
| Belina       | Beliny, Bilina, Bylina, Byliny                                                                                                  |        |
| Beztrwogi    | nicht bekannt |        |
| Bialynia     | Białynia, Bialina |        |
| Biberstein   | Momot |        |
| Blum         | nicht bekannt |        |
| Boenisch     | Behnisch, Benisz |        |
| Bogoria      | Bogorya, Bogoryja, Boguryja |        |
| Bojcza       | Boycza, Modzel, Modzelie, Piaseczna, Piasnicza                                                                                  |        |
| Bolc         | Bełty, Bełcz |        |
| Boloz        | Bołoz, Antoniewicz |        |
| Boncza       | Bończa, Bończe, Buńcza, Buńcze, Goworożec, Jednorożec, Rinocerus, Unicomus                                                      |        |
| Boreyko      | nicht bekannt |        |
| Bozawola     | Bożawola, Bojnar, Boża Wola |        |
| Brama        | nicht bekannt |        |
| Brochwicz    | Jeleń, Opole, Zelewski |        |
| Brodzic      | Bonikowski, Kliczewski, Kunecki, Kurzątkowski, Łącki, Mojecki, Pilitoski, Radomski, Radzimiński, Sieromski, Zawadzki, Żochowski |        |
| Bronic       | nicht bekannt |        |
| Bronislaw    | Bronisław |        |
| Brzuska      | nicht bekannt |        |

## C
| Name        | Alternative Namen            | Wappen |
| ----------- | ---------------------------- | ------ |
| Chalecki    | nicht bekannt                |        |
| Charyton    | Charytan, Charytonowicz      |        |
| Chodkiewicz | nicht bekannt                |        |
| Cholewa     | But                          |        |
| Choryński   | Chorinský, Chorinská, Chory  |        |
| Chromy      | Chromy                       |        |
| Cielatkowa  | Kucza, Kuczawa               |        |
| Cieleski    | hier nicht bekannt           |        |
| Ciezosil    | nicht bekannt                |        |
| Ciolek      | Ciołek, Biała, Biala, Taurus |        |
| Czartoryski | hier nicht bekannt           |        |
| Czewoja     | Czawa, Łzawia, Łzawa         |        |

## D
| Name      | Alternative Namen                                           | Wappen |
| --------- | ----------------------------------------------------------- | ------ |
| Dab       | Dąb, Dub, Ehler, Żelechy                                    |        |
| Dabrowa   | Dąbrowa                                                     |        |
| Debno     | Dębno, Sędowojna, Sedowjna                                  |        |
| Deboli    | Deboli                                                      |        |
| Dönhoff   | Dönhoff (Denhoff)                                           |        |
| Deszpot   | Despot, Zenowicz                                            |        |
| Deborog   | Dęboróg, Duboroh, Ostrzew, Pień                             |        |
| Doliwa    | Doliwczyk, Dolwita, Tres Rosae, Szczycki, Tschuka, Schczuka |        |
| Dolega    | Dołęga, Chodakowski, Zaleski                                |        |
| Drogomir  | Romatowski, Rometowski, Romotowski u. a.                    |        |
| Drogoslaw | Drogosław                                                   |        |
| Druck     | Drucki Książę                                               |        |
| Druzyna   | Drużyna, Corrulus, Curvatura, Krzywaśnic, Krzywaśny         |        |
| Drya      | siehe Dryja                                                 |        |
| Dryja     | Drya, Dricziki, Mutina, Mutyna                              |        |
| Drzewica  | nicht bekannt                                               |        |
| Dzialosza | Działosza                                                   |        |

## E
| Name      | Alternative Namen | Wappen |
| --------- | ----------------- | ------ |
| Einberger | nicht bekannt     |        |
| Erbs      | nicht bekannt     |        |
| Essenius  | Essen             |        |
| Estken    | Essken, Estko     |        |
| Ettmayer  | nicht bekannt     |        |

## F
| Name         | Alternative Namen                                             | Wappen |
| ------------ | ------------------------------------------------------------- | ------ |
| Felseis      | nicht bekannt                                                 |        |
| Finckenstein | Finck, Finckensteinów, Finckensteinow, Finck von Finckenstein |        |
| Fleming      | Flemming                                                      |        |
| Fogelfeder   | Fogelweder, Fogelvander, Fogelveder, Vogelfeder               |        |
| Fornalski    | Orlica odm.                                                   |        |

## G
| Name       | Alternative Namen                                                                                                  | Wappen |
| ---------- | --- | ------ |
| Garczyński | nicht bekannt |        |
| Giejsz     | nicht bekannt |        |
| Giejsztor  | nicht bekannt |        |
| Gieralt    | Gierałt, Cicierza, Gerald, Gieralt, Hosmorog, Osmarog, Osmarany, Osmioróg, Osmoróg, Rogów                          |        |
| Ginwill    | nicht bekannt |        |
| Glinski    | Daszkowicz, Gliński, Lichodziejewski, Lichodziejski und Mamaj                                                      |        |
| Godziemba  | Godziąba, Godzięba, Godzięby                                                                                       |        |
| Gozdawa    | Dzierżonowski, Giżycki/Gizycki, Gozdawita, Gozdowa, Gozdowita, Gozdowo, Gozdzie, Gzdow, Lilium, Meyer, Pac, Rymsza |        |
| Grabie     | Chlewiotki, Clewostki, Grabia, Grabic, Graby, Kocina, Leśniowie, Rastrum, Szczuki, Wisniewski, Sczuka, Szczuka     |        |
| Grabowiec  | nicht bekannt |        |
| Groty      | nicht bekannt |        |
| Gryf       | Swoboda, Świeboda                                                                                                  |        |
| Grzymala   | Grzymała, Grzymalita, Odwaga, Pogrell, Ślasa, Zelberschwecht                                                       |        |
| Gwiazdy    | nicht bekannt |        |
| Gwiazdzicz | Gwiaździcz, Gwiaździc                                                                                              |        |

## H
| Name           | Alternative Namen                                                                 | Wappen |
| -------------- | --------------------------------------------------------------------------------- | ------ |
| Hejking        | Heyking, Heuking, Höcking, Hucking'                                               |        |
| Helm           | Hełm                                                                              |        |
| Herburt        | Herbolt, Herbort, Herbortowa, Herbott, Herbulów, Fulsztyn, Miecze, Pawęza, Pawęża |        |
| Hilchen        | Chilchen                                                                          |        |
| Hilzen         | Hülsen, Hylzen, Ilzen                                                             |        |
| Hippocentaurus | Kitaurus, Hipocentaur                                                             |        |
| Hodyc          | Hoditz, Hodicki                                                                   |        |
| Holownia       | Hołownia                                                                          |        |
| Hozyusz        | Hosius, Hosz, Pończocha odmiana Hozyusz                                           |        |
| Husarzewski    | nicht bekannt                                                                     |        |
| Hutor          | Kotwica                                                                           |        |

## J
| Name        | Alternative Namen | Wappen |
| ----------- | --- | ------ |
| Jakimowicz  | nicht bekannt |        |
| Janina      | Sobieski |        |
| Jasienczyk  | Jasienice, Jasiona, Klucz, Lojewski |        |
| Jastrzębiec | Acciper, Bolesta, Boleszczyc, Boleścic, Dazanki, Gomołka, Jastrząb, Jastrząbek, Jastrzęby, Kadbrowa, Kamiona, Kaniawa, Kudborz, Kudbrzyn, Lubrza, Ludbrza, Łazanki, Łazęga, Łazęka, Łazęki, Nagorza, Nagóra, Zarasy, Zarazy |        |
| Jelita      | Koźlarogi, Koźle Rogi, Lapczynski, Litwicki (Litwifski), Nagody |        |
| Jełowicki   | Jałowicki, |        |
| Jez         | Jeż |        |
| Jodzieszko  | nicht bekannt |        |
| Junosza     | Agnus, Baran, Barany, Borowiec, Junoszyc |        |

## K
| Name           | Alternative Namen                                                                                | Wappen |
| -------------- | ------------------------------------------------------------------------------------------------ | ------ |
| Karega         | Karęga                                                                                           |        |
| Karnicki I     | nicht bekannt                                                                                    |        |
| Karnicki II    | Kroschnitzky                                                                                     |        |
| Karp           | Carpio                                                                                           |        |
| Kemlada        | Kemlad, Kamrad, Kamerad, Przyjaciel                                                              |        |
| Kierdeja       | Kierdejowa                                                                                       |        |
| Klamry         | Niemirowicz                                                                                      |        |
| Komar          | nicht bekannt                                                                                    |        |
| Kopacz         | Ropacz, Skrzydło, Topacz, Bialoszycki                                                            |        |
| Kopaszyna      | nicht bekannt                                                                                    |        |
| Korab          | Karpiński, Korabczyk, Korabczyce, Korabiów, Karpowitz (pol. Karpowicz)                           |        |
| Korczak        | Ciffus, Ciphus, Karpie, Trzy Wręby, Wrębowie, Wręby                                              |        |
| Korczyk        | nicht bekannt                                                                                    |        |
| Kordysz        | nicht bekannt                                                                                    |        |
| Korwin         | Corvus, Corvinus, Corvin, Bujno, Ślepowron variation                                             |        |
| Korsak         | nicht bekannt                                                                                    |        |
| Korybut        | nicht bekannt                                                                                    |        |
| Kosciesza      | Kościesza, Strzegomia, Strzegomya                                                                |        |
| Kostrowiec I.  | nicht bekannt                                                                                    |        |
| Kostrowiec II. | nicht bekannt                                                                                    |        |
| Kot Morski     | Catus Marinus, Kot                                                                               |        |
| Kotwica        | Kotwica i Grono, Kolataj, Kollontaj, Kollontay, deutsch von Kolontai, von Kolontaj, von Kolontay |        |
| Kotwicz        | Ćwieki, Kotficz                                                                                  |        |
| Kownia         | nicht bekannt                                                                                    |        |
| Kozlowski      | Kozłowski                                                                                        |        |
| Kronwald       | Kronfeld                                                                                         |        |
| Kruzer         | Croser, Croeser                                                                                  |        |
| Kryszpin       | nicht bekannt                                                                                    |        |
| Krzywda        | Lubiez                                                                                           |        |
| Ksiezyc        | Księżyc, Trzy Gwiazdy                                                                            |        |
| Kujk           | Kuicke, Kuycke                                                                                   |        |
| Kulikowski     | hier nicht bekannt                                                                               |        |
| Kulak          | Kułak                                                                                            |        |
| Kur            | Kur Biały                                                                                        |        |
| Kusza          | Kucza                                                                                            |        |

## L
| Name       | Alternative Namen                                                         | Wappen |
| ---------- | ------------------------------------------------------------------------- | ------ |
| Lachnicki  | nicht bekannt                                                             |        |
| Larysza    | Larissa                                                                   |        |
| Leliwa     | Hubal, Leliwa, Leliwita, Leliwczyk                                        |        |
| Leszczyc   | Bróg, Brożek, Brożyna, Laska, Laski, Wyszowie                             |        |
| Lewalt     | nicht bekannt                                                             |        |
| Lewart     | Leopardus, Walny, Waliu-szy                                               |        |
| Lis        | Lisy, Lisowie, Bzura, Mzura, Murza, Sapieha, Strempacz, Orzi-Orzi, Vulpis |        |
| Lubicz     | luba                                                                      |        |
| Lubomirski | Szreniawa                                                                 |        |

## Ł
| Name   | Alternative Namen                              | Wappen |
| ------ | ---------------------------------------------- | ------ |
| Labedz | Łabędź, Baniewicz Skrzynno, Skrzyńscy, Junosza |        |
| Łada   | Ładzic, Mancz                                  |        |
| Lodzia | Łodzia, Lodzic, Łodzic, Navis, Nawa, Lachowicz |        |
| Luk    | Łuk                                            |        |

## M
| Name                | Alternative Namen                 | Wappen |
| ------------------- | --------------------------------- | ------ |
| Madrostki           | Mądrostki, Śmiara, Śmiera, Zmiara |        |
| Masalski Ksiaze III | Masalski Książe III               |        |
| Mogila              | Mogiła                            |        |

## N
| Name     | Alternative Namen                                                                                          | Wappen |
| -------- | --- | ------ |
| Nabram   | Abram, Nabra, Kłobuk, Stańcowie, Waldorff, Wendorf                                                         |        |
| Nałęcz   | Nałęcz, Czamkowski, Łęczuch, Nałęczyta, Pomłość, Sadowski                                                  |        |
| Nawrocki | nicht bekannt                                                                                              |        |
| Nieczuja | Cielech, Cielechy, Ostref, Ostrew, Ostrzew, Nieczyja, Nieczuja Pruska, Necznia, Pień, Stefanski, Werbitzky |        |
| Niesobia | Krzywosąd, Słodziej, Złodzieje                                                                             |        |
| Nowina   | Złotogoleńczyk, Zawiasa                                                                                    |        |

## O
| Name        | Alternative Namen                                                            | Wappen |
| ----------- | ---------------------------------------------------------------------------- | ------ |
| Odrowaz     | Odrowąż, Sypniewski, d'Argantel                                              |        |
| Odwaga      | nicht bekannt                                                                |        |
| Odyniec     | nicht bekannt                                                                |        |
| Ogonczyk    | Ogończyk, Drogosław, Ogony, Powała, Pogonczyk, Sudkowicz                     |        |
| Oksza       | Ascia, Bradacica, Bradaczyca, Brodacica, Halabarda, Hoksza, Oksa, Oxa, Kołda |        |
| Oppenkowski | Openkowski Opechowski                                                        |        |
| Orda        | nicht bekannt                                                                |        |
| Orla        | Orła, sowie auch Mściug, Opala, Opola, Saszor auch Szaszor, Zapale           |        |
| Osek        | hier nicht bekannt                                                           |        |
| Ossoria     | Osorya, Ossolińczyk, Ossorja, Ossorya, Poświst, Szarza, Sztarza              |        |
| Ostoja      | Mościc, Ostojczyk, Gradolewski                                               |        |
| Ostroga     | nicht bekannt                                                                |        |
| Ostrogski   | Ostrogski, Książe, Szpil, Szpilewski, Szpilowski                             |        |

## P
| Name       | Alternative Namen                                                           | Wappen |
| ---------- | --------------------------------------------------------------------------- | ------ |
| Piast      | Orzeł Biały, Piast                                                          |        |
| Pierzchala | Pierzchała, Kolumna, Pirzchała, Roch, Trzaski                               |        |
| Pilawa     | Piława, Strzała                                                             |        |
| Pilsudski  | Piłsudski                                                                   |        |
| Pobog      | Pobóg, Pobodze, Pobog, Pobożanicz, Pobożanie, Pobożany, Pobożenie, Pobożeny |        |
| Polkozic   | Półkozic, Półkoza, Półkozia, Ośla głowa, Zebro                              |        |
| Pomian     | Pomianowicz, Proporczyk                                                     |        |
| Poraj      | Rosa, Rosa Alba, Róża, Różyc, Stoice, Una Rosa Litwicki (Litwiccy)          |        |
| Poronia    | nicht bekannt                                                               |        |
| Pozniak    | Przestrzal                                                                  |        |
| Prawdzic   | Prawda                                                                      |        |
| Prus       | Półtora Krzyża, Turzyna, Wiskawa, Wiszczała                                 |        |
| Prus II.   | Prus Wilczekosy                                                             |        |
| Prus III   | Nagody                                                                      |        |
| Przeginia  | Przegonia                                                                   |        |
| Przerowa   | Grotowie, Proporzec, Przyrowa                                               |        |
| Przyjaciel | Kemlada, Kemlad, Kamrad, Kamerad                                            |        |
| Puchala    | Sławęcin, Sławięcin, Biała                                                  |        |

## R
| Name      | Alternative Namen | Wappen |
| --------- | --- | ------ |
| Radwan    | Wierzbowa, Wierzbowczyk, Wirzbowa, Wirzbowo, Kaja, Chorągwie, Piwko, Lachowicz                                         |        |
| Radzislaw | nicht bekannt |        |
| Rawicz    | Rawa, Ursin, Ursowic, Panna na niedźwiedziu, Miedźwiada, Miedźwioda, Niedźwiada, Niedźwieda, Niedźwioda, Rawic, Rawita |        |
| Roch III  | Roch II, Pirzchała, Skała Łamana                                                                                       |        |
| Rogala    | Czabory, Celbarz, Wasielewski                                                                                          |        |
| Rola      | Agricola, Kroje, Rolanin, Rolic, Rolicze                                                                               |        |
| Rozmiar   | nicht bekannt |        |

## S
| Name         | Alternative Namen                                                                                           | Wappen |
| ------------ | --- | ------ |
| Samson       | Watta |        |
| Sapieha      | nicht bekannt                                                                                               |        |
| Sas          | Drag |        |
| Sas Pruski   | nicht bekannt                                                                                               |        |
| Saszor       | sehe Wappen Orla                                                                                            |        |
| Siekierz     | nicht bekannt                                                                                               |        |
| Skarbomierz  | nicht bekannt                                                                                               |        |
| Skarzyna     | Weiher, Pomerzanin                                                                                          |        |
| Starykoń     | Starykoń, Antiquus Caballus, Antiquus Equus, Konie, Stankar, Stary Koń, Szafraniec, Zaprzaniec, Wielopolski |        |
| Strzemie     | Larysza, Lawszow, Ławszowa, Strepa, Strzemieniowie, Strzemieńczyk, Zarosie, Zarosze, Zaroszyc, Zaroże       |        |
| Suchekomnaty | Kownaty, Suchekownaty                                                                                       |        |
| Sulima       | Oporów, Sulimita, Sułkowski                                                                                 |        |
| Swiat        | nicht bekannt                                                                                               |        |
| Syrokomla    | Srokomla, Syrykomla                                                                                         |        |
| Szeliga      | nicht bekannt                                                                                               |        |
| Szembek      | nicht bekannt                                                                                               |        |
| Szreniawa    | Krzywaśń, Occele, Ocele, Śrzeniawita, Śrzeniawa, Śrzeniewta, Śreniawa, Dobschütz                            |        |

## Ś
| Name      | Alternative Namen                                                  | Wappen |
| --------- | ------------------------------------------------------------------ | ------ |
| Slepowron | Ślepowron, Bojno, Bujno, Pesze, Pęszno, Korwin, Corvin, Ślepy Wron |        |
| Swiat     | Świat, Swital                                                      |        |
| Swienczyc | Swieńczyc                                                          |        |
| Swierczek | Świerczek                                                          |        |
| Swinka    | Świnka, Męda, Parcaria, Świnia głowa                               |        |

## T
| Name         | Alternative Namen                                                                         | Wappen     |
| ------------ | ----------------------------------------------------------------------------------------- | ---------- |
| Tarnawa      | Bystram, Bistram, Kleczkowski, Sinicki, Stryjenski, Tarczewski, Walczewski, Zajaczkowski, |            |
| Topacz       | Fossor, Kopacz, Krzydłow, Ropacz, Skrzydło,                                               |            |
| Topór        | Bipenn, Kołki, Starża, Wścieklica, Wronowski, Paczensky                                   |            |
| Trąby        | Brzezina, Trąby II, Trąby Odmienne, Tuba                                                  |            |
| Trestka      | nicht bekannt                                                                             |            |
| Trubetsky    | Trubecki, Трубецкой                                                                       | noch keins |
| Trzaska      | Biała, Lubiewa, Lubiewo, Trzeska                                                          |            |
| Trzy Gwiazdy | Księżyc                                                                                   |            |
| Trzy Kawki   | Borch, Trzy Kruki                                                                         |            |
| Trzwdar      | nicht bekannt                                                                             |            |

## W
| Name      | Alternative Namen                                                  | Wappen |
| --------- | ------------------------------------------------------------------ | ------ |
| Wadwicz   | Wadwic                                                             |        |
| Waga      | nicht bekannt                                                      |        |
| Warnia    | Cancer, Rak, Warnawa, Warna                                        |        |
| Waz       | Wąż, Serpens, Wężyk, Zachórz, Zatorz                               |        |
| Wczele    | Łębno, Pczelicz, Szachownica, Szczela, Wczela, Wszczele, Wszczelic |        |
| Wieniawa  | Bawoł, Leszczyński, Pernsten, Pierścina, Żubrza Głowa              |        |
| Wierzbna  | Wierzbno                                                           |        |
| Wysocki   | von Wysocki, Ritter, Rose                                          |        |
| Wyssogota | Wyskota, Wyszogota, Wyszkota                                       |        |

## Z
| Name        | Alternative Namen                               | Wappen |
| ----------- | ----------------------------------------------- | ------ |
| Zabawa      | Spiczak                                         |        |
| Zadora      | Budziszyn, Flamen, Flamma, Płomień, Płomieńczyk |        |
| Zagloba     | Zagłoba                                         |        |
| Zaremba     | Zaręba, Zarębczyc, Drzewuszewski, Drzewoszewski |        |
| Zerwikaptur | Koziegłowy                                      |        |
| Zgraja      | Kunraczyc, Janina                               |        |